# Stenometopiellus iranicus
Stenometopiellus iranicus är en insektsart som beskrevs av Aleksey A. Zachvatkin 1946. Stenometopiellus iranicus ingår i släktet Stenometopiellus och familjen dvärgstritar. Inga underarter finns listade i Catalogue of Life.